# Мюнье, Венсан
Венсан Мюнье (фр. Vincent Munier, род. 14 апреля 1976, Эпиналь, Франция) – французский фотограф дикой природы и режиссер-документалист. Среди его наиболее известных работ – фотографии арктических волков и снежных барсов. Один из режиссеров фильма «В поисках снежного барса», удостоенного премии «Сезар» за лучший документальный фильм.

## Биография
Венсан Мюнье родился 14 апреля 1976 года в городе Эпиналь департамента Вогезы,  на северо-востоке Франции и в возрасте двенадцати лет при поддержке отца начал фотографировать животных в лесной и гористой местности.  В дальнейшем стал профессиональным фотографом дикой природы.
Мюнье предпочитает создавать пейзажные фотографии с животными, которых невозможно обнаружить с первого взгляда. Известен тем, что часто фотографирует снежные пейзажи, привлекающие его своим освещением, которое скрывает несущественные детали с изображения, и фотографиями суровых условий, в которых протекает жизнь животных.  Известен своими фотографиями арктических волков на острове Элсмир в Канаде, которые он делал в течение шести лет и которые легли в основу его фотокниги «Арктика» (фр. Arctique). 
В 2011 году Мюнье начал фотографировать снежных барсов и совершил шесть поездок в Тибет, прежде чем впервые встретился с этим животным в 2016 г. Результатом его поисков стали две фотокниги о Тибете и снежных барсах – «Тибет: в поисках невидимки» (фр. Tibet: promesse de l'invisible) и «Тибет: край горных животных» (фр. Tibet: Minéral animal), обе изданы в 2018 г., причем последняя снабжена текстами писателя Сильвена Тессона, который участвовал в одной из экспедиций. Поиски снежных барсов стали темой документального фильма «В поисках снежного барса», снятого Мюнье совместно с Мари Амиге (фр. Marie Amiguet) и получившего премию «Сезар» за лучший документальный фильм. Теме поиска снежного барса в горах Тибета посвящена книга Тэссона «Искусство терпения» (англ. The Art of Patience), в которую вошли фотографии Мюнье.
Мюнье стал первым фотографом, который был трижды отмечен престижной наградой Эрика Хоскинга (англ. Eric Hosking Award) в 2000, 2001 и 2002 годах.

## Работы
- Le Ballet des grues, with Alain Salvi, 2000
- Le Loup, with Julie Delfour, 2003
- Tancho, with Zéno Bianu, 2004
- L'Ours, with Philippe Huet, 2005
- Blanc nature, with Lysiane Ganousse, 2006
- Clair de brume: Regards sur les Vosges, text by Laurent Joffrion, 2007
- Kamtchatka: La vie sauvage aux confins du monde, text by Anna Konevskaya, 2008
- Au fil des songes, with Michel Munier, text by Charlélie Couture, 2010
- De crépuscules en crépuscules, text by Pierre Pelot, 2011
- Arctique, 2015
- Tibet: promesse de l'invisible, 2018
- Tibet: Minéral animal : sur les traces de la panthère des neiges, text by Sylvain Tesson, 2018